# Journalistenwatch
Journalistenwatch (Eigenbezeichnung auch JouWatch) ist ein Internet-Blog, der vorwiegend die Berichterstattung anderer Medien behandelt. Inhaltlich wird der Blog teilweise als rechtspopulistisch bis rechtsextrem und islamfeindlich angesehen.

## Redaktion und Betreiber
Gegründet wurde der Blog 2011 von Phillip Wolfgang Beyer und Thomas Böhm. Böhm war ab 2011 Chefredakteur. Anfang 2018 trat er diese Funktion an seine Ehefrau Marilla Slominski ab. Die Reichweite des Blogs wird mit rund einer Million Leser pro Monat angegeben. Betrieben wird der Blog vom Verein Journalistenwatch e. V. – Verein für Medienkritik und Gegenöffentlichkeit mit Sitz in Meißen (bis 2017 in Berlin, bis 2019 in Jena).
Der Verein galt von 2012 bis 2016 nicht als gemeinnützig, weil das Berliner Amtsgericht für diesen Status Nachbesserungen an der Satzung forderte. Mit dem Umzug nach Jena  änderte sich im Jahr 2017 die administrative Zuständigkeit und die Gemeinnützigkeit wurde erteilt. Im Juni 2019 wurde der Status aberkannt. Etliche Unternehmen setzten die Website nach der Berichterstattung im Jahr 2019 bei der Schaltung von Onlinewerbung auf eine Blacklist. Der Standard nannte 2023 Conny Axel Meier, den ehemaligen Bundesgeschäftsführer der islamfeindlichen Bürgerbewegung Pax Europa (BPE), die in Bayern vom Verfassungsschutz beobachtet wird, als Vorsitzenden des Trägervereins.

## Autoren
Die Publizisten Akif Pirinçci und Vera Lengsfeld veröffentlichten Texte bei Journalistenwatch ebenso wie der Verleger Götz Kubitschek oder der ehemalige österreichische Vizekanzler Heinz-Christian Strache. Auch wird ein Videoformat des Sprechers der Identitären in Österreich, Martin Sellner, publiziert.

## Einordnung
Nico Schmidt beschreibt Journalistenwatch in der Zeit als einflussreiche Plattform der Neuen Rechten, die sich am „rechtsäußeren Rand des Internets [...] im Dunstkreis der AfD, irgendwo zwischen Epoch Times, Unzensuriert.at und Politically Incorrect“ etabliert habe und teilweise aus den USA finanziert werde. Der Tenor der veröffentlichten Texte schwanke zwischen Islamkritik und „kuscheligem AfD-Rechtspopulismus“. Die Plattform sei erklärtermaßen proisraelisch. Ebenfalls ergänzte Christian Fuchs analysierte ebenfalls in der Zeit, dass der Blog „systematisch revisionistische, rassistische und antisemitische Inhalte“ verbreite.
Nach Darstellung der taz gehört der Blog wie Epoch Times und Anonymous News zu den Websites, die über Facebook am erfolgreichsten sind. Bevorzugte Themen sind demnach „Flüchtlingsfeindlichkeit, Rassismus, Merkelhass und die AfD“. Jungle World berichtete, der Blog habe sich ebenso wie Politically Incorrect an einer Kampagne gegen den Silvio-Meier-Preis beteiligt.
Das Portal Newsguard, das die Glaubwürdigkeit von Webseiten bewertet, schrieb 2022 zu Journalistenwatch: „Eine Webseite, die ihre Berichterstattung über andere Medien und Journalismus auf irreführende und haltlose Angaben stützt, ohne den eigenen rechtspopulistischen bis rechtsextremen sowie islamfeindlichen Standpunkt offenzulegen.“

## Sonstiges
Die Evangelische Nachrichtenagentur Idea meldete, Journalistenwatch habe nach eigenen Angaben Strafanzeige wegen Volksverhetzung und Beleidigung gegen die EKD-Reformationsbotschafterin Margot Käßmann erstattet. Diese hatte beim Kirchentag 2017 die AfD scharf angegriffen und erklärt, deren Forderung nach einer „Erhöhung der Geburtenrate der einheimischen Bevölkerung“ entspreche dem „kleinen Arierparagrafen der Nationalsozialisten: Zwei deutsche Eltern, vier deutsche Großeltern – da weiß man, woher der braune Wind wirklich weht“.
Im Oktober 2017 behauptete Journalistenwatch, der DGB in München stelle seine Räume „Verfassungsfeinden zur Verfügung“, als im Gewerkschaftshaus ein Antifa-Kongress über Rechtsterrorismus veranstaltet wurde. Nachdem auch die Deutsche Polizeigewerkschaft die Ausrichtung des Kongresses in Räumlichkeiten des DGB kritisiert hatte, untersagte der DGB zunächst die Nutzung der Räume. Nach massiven Protesten innerhalb des Gewerkschaftsbundes wurde die Entscheidung zurückgenommen.
Journalistenwatch wird vom US-amerikanischen Think Tank Middle East Forum finanziell unterstützt, dessen Vorsitzender der Historiker Daniel Pipes ist und der die Vernetzung der Neuen Rechten in Europa fördert.